# 匿名戒酒會
匿名戒酒會，或稱戒酒無名會（英語：Alcoholics Anonymous，簡稱AA）是一個基于十二步项目的國際性互助戒酒組織，在1935年6月10日，由美國人比爾·威爾遜（Bill Wilson）和醫生鮑勃·史密斯在美國俄亥俄州阿克倫成立，現在會員超過200萬。其活動宗旨是酗酒者互相幫助戒酒，重新過正常的生活，在活動中，酗酒者互相分享各自的經歷、力量和希望，以達到戒酒的目的，保證自己不再嗜酒，同時也幫助其他人戒酒。此外，所有成員對外亦均保持個人的匿名。
威爾遜和史密斯與其他早期成員發展出十二個步驟的心靈成長和人格發展课程。1946年推出十二個傳統，以協助戒酒無名會的統一和成長。十二個傳統建議，成員和團體在公眾媒體保持匿名，無私的幫助其他酒精成癮者，包括所有希望戒酒者及家屬。十二個傳統還建議，以團契的名義行事避開教條，管理的層次和參與公共事務。隨後發展出的團體，如戒毒品無名會、食物成癮無名會、性成癮無名會等，都採用十二個步驟和十二傳統各自的主要宗旨。
目前此協會在台灣有相對應的AATaiwan,即戒酒無名會- 台灣。